# Jamkówka gruba
Jamkówka gruba (Resinoporia crassa (P. Karst.) Audet) – gatunek grzybów z rzędu żagwiowców (Polyporales).

## Systematyka i nazewnictwo
Pozycja w klasyfikacji: Resinoporia, Fomitopsidaceae, Polyporales, Incertae sedis, Agaricomycetes, Agaricomycotina, Basidiomycota, Fungi.
Po raz pierwszy gatunek ten opisał w 1889 r. Petter Karsten jako Physisporus crassus, do rodzaju Resinosporus przeniósł go Serge Audet w 2017 r.
Ma 12 synonimów. Niektóre z nich:
- Amyloporia crassa (P. Karst.) Bondartsev & Singer 1941
- Amyloporiella crassa (P. Karst.) A. David & Tortič 1984
- Antrodia crassa (P. Karst.) Ryvarden 1973
- Fomes crassus (P. Karst.) Komarova 1964[2].

W 1965 r. Stanisław Domański nadał mu nazwę mąkosa gruba, w 2003 r. Władysław Wojewoda zmienił ją na jamkówka gruba. Obydwie nazwy są niespójne z aktualną nazwą naukową.

## Morfologia
Owocnik
Wieloletni, rozpostarty, o nieregularnym kształcie, ale zwykle podłużny, o długości do 25 cm, szerokości do 8 cm i grubości do 0,5 cm. Jest silnie przyrośnięty do podłoża, ale po wyschnięciu daje się łatwo oderwać. Ma poduszkowaty, pagórkowaty lub kopczykowaty kształt, a na podłożach pionowych często tworzy niewielkie, guzkowate kapelusiki bez rurek. Brzeg cienki, początkowo błonkowaty, w końcu, zwłaszcza u owocników wieloletnich, tępy, zaokrąglony, pokryty rurkami, w stanie świeżym przylegający, w stanie suchym niekiedy odstający od podłoża. Powierzchnia początkowo biała lub biaława, po dotknięciu zmieniająca barwę na żółtawą. Starsze owocniki są jasnokremowe, w końcu brudnokremowe lub żółtawe, a nawet żółtawo-czerwono-brązowe. Świeże owocniki mają serowato-łykowatą konsystencję, po wysuszeniu stają się twarde i kruche. Smak ostry, zapach żywiczny, wyczuwalny nawet w eksykatach.
Miąższ
U owocników jednorocznych bardzo cienki, serowato-łykowaty; u owocników wieloletnich osiąga grubość do 1 cm. Dzieje się tak wskutek tego, że starsze rurki przekształcają się w gruboziarnistą, kredowatą masę, która w egzemplarzach suchych łatwo kruszy się i rozpada na duże grudki. Rurki 1-7 warstwowe, proste lub ukośne i wtedy częściowo otwarte, na pionowych podłożach rurki zewnętrzne przeważnie są całkowicie otwarte i mają postać płytkich rowków o długości do 0,5 cm długości, czasami tworzących wysepki lub ułożonych tarasowato nad sobą. Rocznie rurki przyrastają o 1–4 mm. U owocników wieloletnich rurki widoczne są tylko w 2–3 najmłodszych warstwach oddzielonych cienkimi pasemkami. Ostrza rurek równe, początkowo delikatnie biało orzęsione, później żółtobrunatne do czerwonobrunatnych. Pory koliste lub kanciaste, rzadko nieco podłużne, bardzo drobne, o średnicy 0,09–0,12(–0,25) mm, przeciętnie w ilości 4–6 na 1 mm.
Gatunki podobne
Od tzw. jamkówki żółtej (Daedalea xantha) odróżnia się żywicznym zapachem i kredowo-ziarnistym miąższem.

## Występowanie i siedlisko
Występuje w Ameryce Północnej, Południowej, Europie i Azji. Najwięcej stanowisk podano w Europie, zwłaszcza na Półwyspie Skandynawskim. W Polsce W. Wojewoda w 2003 r. przytoczył 6 stanowisk z uwagą, że jest to gatunek zagrożony. Znajduje się na Czerwonej liście roślin i grzybów Polski. Ma status V– gatunek, który zapewne w najbliższej przyszłości przesunie się do kategorii wymierających, jeśli nadal będą działać czynniki zagrożenia.
Nadrzewny grzyb saprotroficzny występujący w lasach iglastych i mieszanych. Rozwija się na pniach, pniakach i gałęziach martwych drzew iglastych, zwłaszcza na świerkach i sosnach. Powoduje białą zgniliznę drewna.